# Blackburn Buccaneer
Blackburn Buccaneer je britanski dvomotorni reaktivni palubni bombnik.  Kraljeve letalske sile (RAF) in Kraljeva mornarica so v 1950ih hotele palubno bombniško letalo, ki bi lahko letelo na nizki višini (pod radarjem) in bilo sposobno jedrskih napadov. Zasnovalo ga je podjetje Blackburn Aircraft, pozneje to podjetje postalo del skupine Hawker Siddeley, zato se uporablja tudi oznaka Hawker Siddeley Buccaneer.
Prva serijska letala so imela več nesreč zaradi premajhne moči motorjev, zato so predstavili verzijo Buccaneer S.2 z močnejšimi motorji Rolls-Royce Spey. Sprva je bil Buccanner zavrnjen, ker je RAF hotela nadzvočnega BAC TSR-2 ali pa F-111K. Pozneje so preklicali oba TSR-2 in F-111K in namesto njih naročili Buccaneerje. 
Buccaneerji so se uporabljali v Zalivski vojni in Južnoafriški obmejni vojni. 
Pri Kraljevi mornarici je Buccaneerja nadomestil V/STOL British Aerospace Sea Harrier, pri RAF pa Panavia Tornado.

## Tehnične specifikacije (Buccaneer S.2)
Podatki iz The Observer's Book of Aircraft, Aeroguide 30: Blackburn Buccaneer S Mks 1 and 2
Splošne karakteristike
- Posadka: 2
- Dolžina: 63 ft 5 in (19,33 m)
- Razpon kril: 44 ft (13,41 m)
- Višina: 16 ft 3 in (4,97 m)
- Površina kril: 514,7 ft² (47,82 m²)
- Teža praznega letala: 30000 lb (14000 kg)
- Naložena teža: 62000 lb (28000 kg)
- Pogon letala: 2 × Rolls-Royce Spey Mk 101 turbofan, 11100 funtov (49 kN) vsak

 Zmogljivost 
- Maks. hitrost: 667 mph (580 vozlov, 1,074 km/h) na 200 ft (60 m)
- Doseg: 2300 mi (2000 nmi, 3700 km)
- Višina leta: 40000 ft (12200 m)
- Obremenitev kril: 120,5 lb/ft² (587,6 kg/m²)
- Razmerje potisk/teža: 0,36

Oborožitev

- Strelno orožje: brez
- Nosilci za orožje: 4× podkrilni nosilci in 1× notranji prostor z rotirajočim nosilcem s kapaciteto 12.000 lb (5.443 kg) in zalogo orožja s kombinacijo:
  - Rakete: 4× Matra nevodljive rakete, vsak nosilec s 18× SNEB 68 mm raketami
  - Izstrelki: 2× AIM-9 Sidewinder ali 2× AS-37 Martel ali 4× Sea Eagle
  - Bombe: Konvencionalne prostopadajoče in vodene bombe, taktične jedrske bombe WE.177 ali Read Beard
  - Drugo: AN/ALQ-101 ECM, AN/AVQ-23 Pave Spike laserski namerilnik, odvrgljivi rezervoarji za gorivo, sistem za "buddy" prečrpavanje goriva v zraku